# Фатальний меседж
«Фатальний меседж» (англ. Drop) — американський трилер-містика 2025 року режисера Крістофера Лендона за сценарієм Ґілліана Джейкобса і Кріса Роача. Головні ролі виконують Меган Фегі та Брендон Скленар.
Прем’єра фільму «Фатальний меседж» відбулася на фестивалі SXSW 9 березня 2025 року, а його вихід у прокат у США запланований на 11 квітня 2025 року від студії Universal Pictures. Фільм отримав позитивні відгуки від критиків, які високо оцінили режисуру Лендона, сценарій і гру акторів (особливо Фегі та Скленара).

## Сюжет
Вайолет — вдова та матір, яка вперше за довгий час вирішує піти на побачення. У дорогому ресторані вона полегшено зітхає: її кавалер Генрі виявляється навіть більш привабливим і чарівним, ніж вона очікувала. Але романтична атмосфера швидко змінюється напругою, коли на телефон Вайолет починають приходити анонімні повідомлення. Спершу вони просто дратують, але дуже скоро перетворюються на справжній терор.

## У ролях
| Актор                | Роль    | Актор українського дубляжу |
| -------------------- | ------- | -------------------------- |
| Меган Фегі           | Вайолет | Вікторія Москаленко        |
| Брендон Скленар      | Генрі   | Дмитро Рибалевський        |
| Вайолетт Бін         | Джен    | Вероніка Літкевич          |
| Джейкоб Робінсон     | Тобі    |                            |
| Рід Даймонд          | Річард  | Олег Лепенець              |
| Габріель Раян Спрінг | Кара    | Ольга Гриськова            |
| Джеффрі Селф         | Метт    | Олександр Погребняк        |
| Ед Вікс              | Філ     |                            |
| Тревіс Нельсон       | Коннор  |                            |

## Український дубляж
- Студія: LeDoyen Studio[2]
- Режисер дубляжу: Анна Пащенко
- Перекладач: Олег Колесніков
- Звукорежисер: Богдан Єрьоменко
- Координатор проекту: Аліна Гаєвська

Ролі дублювали:
- Генрі - Дмитро Рибалевський
- Віолет- Вікторія Москаленко
- Кара - Ольга Гриськова
- Джен - Вероніка Літкевич
- Метт - Олександр Погребняк
- Тобі - Микита Кобзар
- Річард - Олег Лепенець
- Хостес - Анна Бащева

Додатковий актори дублювання: 
Андрій Федінчик, Дмитро Тварковський,

## Виробництво
У лютому 2024 року оголосили, що фільм «Фатальний меседж» перебуває в розробці під керівництвом режисера Крістофера Лендона після завершення роботи над «Криком 7», сценаристів Ґілліана Джейкобса і Кріса Роача, а також Меган Фегі в головній ролі.
У березні до акторського складу фільму приєднався Брендон Скленар. У квітні до нього приєдналися Джеффрі Селф, Габріель Раян Спрінг, Вайолетт Бін і Джейкоб Робінсон, а в травні — Ед Вікс.
Основні зйомки розпочалися в Ірландії наприкінці квітня 2024 року.

## Прем'єра
Прем’єра фільму «Фатальний меседж» запланована на 10 квітня 2025 року в українському кінопрокаті.

## Сприйняття / Відгуки

### Відгуки кінокритиків
За даними Rotten Tomatoes, 87% з 31 критика позитивно оцінили фільм, надавши йому середню оцінку 7,1 бала з 10. На платформі Metacritic фільм отримав середній бал 72 зі 100 на основі відгуків 12 кінокритиків, що відповідає категорії «загалом схвальні».